# Fulham
For fodboldklubben Fulham, se Fulham F.C.
Fulham er en bydel i Londons borough Hammersmith and Fulham.
Fulham var tidligere et bispesæde for Fulham and Gibraltar, og Fulham Palace var tidligere den officielle residens for Biskoppen af London. Bygningen er nu museum og parkområde.

## Sport i Fulham
Fodboldklubben Fulham FC er knyttet til Fulham.
Fodboldklubben Chelsea FC's hjemmebane Stamford Bridge ligger i Fulham, nær grænsen til Chelsea.